# Kirke Værløse
Kirke Værløse is een plaats in de Deense regio, gemeente Furesø, en telt 1049 inwoners (2007). De plaats ligt ongeveer 5 km ten westen van Værløse.